# Farkaševac
Farkaševac je vesnice a správní středisko stejnojmenné opčiny v Chorvatsku v Záhřebské župě. Nachází se asi 17 km západně od Bjelovaru, asi 19 km východně od Vrbovce a asi 61 km severovýchodně od centra Záhřebu. V roce 2011 žilo ve Farkaševaci 303 obyvatel, v celé opčině pak 1 937 obyvatel. Ačkoliv je správním střediskem opčiny vesnice Farkaševac, jejím největším sídlem je vesnice Bolč. Název pochází z maďarského slova farkas, což znamená vlk.
Součástí opčiny je celkem 11 trvale obydlených vesnic.
- Bolč – 457 obyvatel
- Brezine – 193 obyvatel
- Donji Markovac – 41 obyvatel
- Farkaševac – 303 obyvatel
- Ivančani – 195 obyvatel
- Kabal – 162 obyvatel
- Mački – 84 obyvatel
- Majur – 112 obyvatel
- Praščevac – 120 obyvatel
- Zvonik – 87 obyvatel
- Žabnica – 183 obyvatel

Opčinou prochází silnice D544, blízko též prochází rychlostní silnice D12.